# Súper Ada
Súper Ada es una telenovela de comedia musical y romántica peruana transmitida por la cadena América Televisión bajo la producción de ProTV Producciones. Está protagonizada por Maricarmen Marín, Pablo Heredia y César Ritter, contando con Virna Flores, Korina Rivadeneira, Arianna Fernández,  Andrea Luna, Diego Pérez Chirinos y Sebastián Stimman en los roles antagónicos y con la participación especial de la primera actriz Teddy Guzmán.
La telenovela cuenta además con las actuaciones estelares de Tommy Párraga, Liliana Alegría, Elsa Olivero, Ebelin Ortiz, Sandro Calderón, Rick Nuñez, Valentina Casfer, Leslie Stewart y Óscar Jesús, y con los guiones de Eduardo Adrianzén y Rogger Vergara, además de la dirección y producción general de César Arana Díaz. 
Fue estrenada el 15 de enero de 2024, reemplazando en su horario a la serie Al fondo hay sitio. Además de ello, marca el regreso de Maricarmen Marín a la actuación en la televisión tras doce años de haber protagonizado Yo no me llamo Natacha; teleserie de dicha televisora transmitida entre los años 2011 y 2012, y también marca el debut actoral televisivo del comediante Mateo Garrido Lecca, quien se suma al reparto principal. 
El proyecto fue anunciado durante la preventa del canal América, evento que fue realizado en privado el 30 de noviembre de 2023.

## Sinopsis
Súper Ada narra la vida y vivencias de Ada Morales, una joven administradora que no consigue trabajo en su carrera, por lo que no le importa trabajar en lo que sea para sacar adelante a su hija. Ada tiene el apoyo de su mejor amigo Pepe Lucho, quien está enamorado de ella en secreto. En su trabajo, la suerte en el amor le sonreirá a Ada tras conocer a Leonardo Alcázar.

## Argumento
Cuenta la historia de Ada Morales (Maricarmen Marín), una madre soltera de treinta años quien vive con su pequeña hija Ely Montoya (Valentina Casfer), una niña dulce que colabora con las labores de la casa; su media hermana menor Jessy (Arianna Fernández), una chica interesada que inventa mentiras con el cuento de un nuevo trabajo; y su madre Olga Rivera (Liliana Alegría), una ama de casa.
Ada no la pasa bien en el amor tras el abandono del padre de su hija, además de ganarse la vida realizando diferentes oficios para solventar los gastos de su familia. Ada se desempeña como administradora de empresas pero por motivos de fuerza mayor no se encuentra ejerciendo la profesión. Sin embargo, el accidente automovilístico de Olga marca por completo su vida, lo que hará que Ada haga todo lo posible por salvarla. A su vez, Ada encuentra una carta por medio de la cual deduce que Olga no es su madre biológica, y además es amenazada por Carola (Roxana Yépez), una prestamista criminal a la cual Ada acude para pagar las deudas del hospital en donde se encuentra internada Olga. 
Mientras está trabajando como mesera, Ada conoce a Leonardo Alcázar (Pablo Heredia), un creador publicitario de economía acaudalada e hijo de Pilar de la Fuente (Leslie Stewart), de quien se enamora a primera vista tras esta haberle tirado chicha morada en la cara por accidente mientras otros clientes la estaban acosando. Por otro lado está Pepe Lucho Calderón (César Ritter), un mecánico y el mejor amigo de Ada, quien a su vez también está enamorado de ella, haciendo todo lo posible para conquistarla con el apoyo de su ayudante «el Gomas» (Mateo Garrido Lecca), un chico divertido y alegre que está enamorado obsesivamente de Jessy, por lo que le presta dinero para sus lujos.
Con el pasar del tiempo, Ada conoce a sus dos archienemigas: Macarena Williams (Korina Rivadeneira), la exenamorada de Leonardo que al terminar con él se relaciona con Pepe Lucho para sus proyectos; y «la Bárbara» (Virna Flores), una cantante de cumbia originaria de la selva peruana quien quiere evitar que ella le quite el protagonismo mientras ambas trabajan juntas en su orquesta. Además, Ada se gana otros enemigos como Melissa Calderón (Andrea Luna), una exsecretaria la cual es la hermana de Pepe Lucho y su mejor amiga quien la traiciona robándole una gran oportunidad de trabajo, y Felipe Parodi (Sebastián Stimman), una persona con problemas mentales y primo de Leonardo quien está obsesionado con ella. Por otro lado, se encuentra Alucarda (Teddy Guzmán), una mujer que practica la brujería por lo cual Bárbara la llama para hacer cumplir sus deseos. Sin embargo, lo que ni Bárbara ni los demás saben es que Alucarda por razones misteriosas protege a Ada haciendo que todos los planes de Bárbara en su contra siempre terminen mal y en cambio favorezcan a Ada. Alucarda vive con su sobrino «el Trinche» (Diego Pérez Chirinos), el cual sale de prisión tras cumplir su condena por haber cometido actos delictivos quien además pretende postular a la alcaldía de su barrio compitiendo contra Pepe Lucho. Además, se relaciona temporalmente con Jessy para luego rechazarla y unirse a Bárbara para sus planes en contra de Pepe Lucho y Ada.
Más tarde, Ada y Pepe Lucho son descubiertos por los paparazzis mientras salen de una habitación de hotel producto de una trampa tramada por Bárbara y el Trinche, lo que ocasiona que Ada y Pepe Lucho terminen sus relaciones amorosas con Leonardo y Macarena respectivamente, y que la carrera musical de Ada se derrumbe.
Posteriormente, mientras se da la conferencia de prensa de la Bárbara, Leonardo saca un video comprometedor de ella y el Trinche en donde se muestra como planearon y llevaron a Ada y Pepe Lucho al cuarto juntos, además Pilar descubre que Bárbara está fingiendo estar embarazada del Trinche. 
Pilar le pide a Bárbara que se haga la prueba de ADN, pero ella no quiere y le confiesa la verdad de que no está esperando un hijo, por lo que finalmente Pilar tras descubrir todas sus mentiras y sus planes en contra de Ada decide despedirla para siempre y dejar de ser su mánager.
A un día de casarse, Gomas encuentra a Jessy besándose con el Trinche, conllevándolo a irse de la ciudad para olvidarse de ella. En el día de la boda, Jessy es plantada en el altar y sufre un desmayo. Gomas regresa cansado tras ser asaltado, y más tarde, le confiesa a Pepe Lucho que el motivo de su ausencia fue que vio infraganti a Jessy y el Trinche juntos. Sin embargo, luego Jessy le aclara el malentendido confesándole que el Trinche le robó el beso pero que ella lo apartó rápidamente. Mientras que Bárbara se alía con Carola para su venganza final contra Ada. En medio de la boda de Ada y Leonardo, Carola irrumpe la ceremonia ocasionando el arresto de Ada y frustrando la boda. Sin embargo, Ada logra ser liberada gracias a una información obtenida por Jessy quien descubre que fue Alonso Muñante (Alonso Cano), quien previamente había secuestrado a Ely en complicidad con el Trinche bajo las órdenes de Bárbara, por lo cual Ada le confiesa todo ello a la policía que se dispone a atrapar inicialmente a Carola y sus secuaces. 
Finalmente, el Trinche también es capturado por la policía por sus vínculos con Bárbara y sus crímenes cometidos como alcalde. Bárbara logra escaparse y decide ser colaboradora eficaz para conseguir su libertad plena contándole a la policía los crímenes pasados del Trinche, confesándole además a la policía su verdadera identidad como María Victoria González revelando haber fingido todo el tiempo ser una mujer de la selva para ser más comercial en su carrera artística. Por otra parte, se revela que la razón por la que Alucarda protege a Ada es porque la cuidó como si fuera su propia madre durante sus primeros tres años de vida, debido a que Olga se la entregó para escaparse de la organización criminal que asesinó a su esposo. Mientras que Gomas se reconcilia con Jessy. Luego, Bárbara ya en libertad da una conferencia de prensa mostrándose «arrepentida» de todos sus malos actos y al término de la conferencia se encuentra con William God (Ismael La Rosa), un misterioso hombre que le hace acordar a alguien de su pasado y quien le propone llevarla a la internacionalización prometiéndole grandes éxitos, oferta que Bárbara acepta jurando vengarse de Ada cuando su carrera ascienda considerablemente gracias a William. Por último, Ada da un gran concierto siendo vista por todos sus fanes incluyendo a sus familiares y amigos, cantando además su última canción junto a Leonardo y al día siguiente Ada y Leonardo finalmente se casan en compañía de todas sus amistades.  

## Reparto

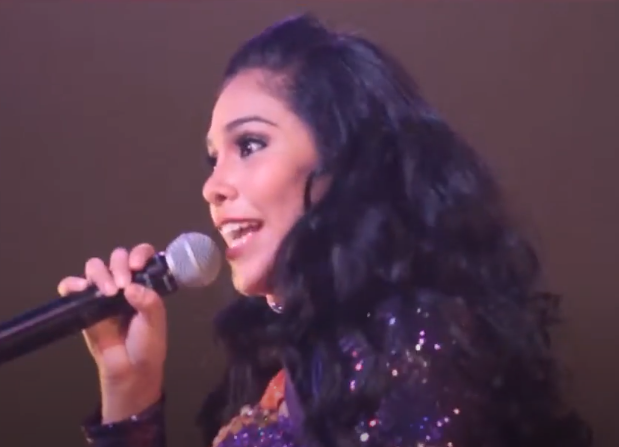
Maricarmen Marín es Ada Morales.

### Principales
- Maricarmen Marín como Ada Morales Rivera
- Pablo Heredia como Leonardo Maximiliano «Leo» Alcázar de la Fuente
- César Ritter como José Luis «Pepe Lucho» Calderón
- Teddy Guzmán como Alucarda
- Virna Flores como María Victoria González Pérez «La Bárbara»
- Liliana Alegría como Olga Rivera
- Sandro Calderón como Donald «Pato» Vázquez
- Valentina Casfer como Elisa «Ely» Montoya Morales
- Arianna Fernández como Jessica «Jessy»
- Mateo Garrido Lecca como Gervacio «el Gomas»
- Andrea Luna como Melissa Calderón
- Rick Núñez como Ramiro Calderón
- Elsa Olivero como Dra. Mónica Muñoz
- Ebelin Ortiz como Enriqueta «Quitita» Palomino
- Diego Pérez Chirinos como Toribio Espergecio «el Trinche» / Thomas Expert
- Tommy Párraga como Néstor Vázquez Palomino
- Korina Rivadeneira como Macarena Williams Pigneo-Pentales
- Leslie Stewart como Pilar de la Fuente
- Sebastián Stimman como Felipe Parodi Muñoz
- Óscar Jesús como Roy «Rollito» Huamán / Roy «Rollito» Vázquez Palomino

### Recurrentes e invitados especiales
- Alonso Cano como Alonso Muñante
- Filippo Storino como Cliente de restaurante
- Manuel Guerrero como Mono Ravines
- Marcela Urizar como Clienta
- Marcia Huamaní como Chirifusa
- Facundo Posincovich como Tato Lombardo
- Malú Menacho como Kukuli
- Roxana Yépez como Carola Milera
- Patricia Portocarrero como Rosa «Rosita»
- Pedro Olórtegui como Montenegro
- Jesús Aranda como Bonifacio Ocaña
- Paola Vera como Enfermera Isabel «Liz»
- Carla Gonzales como Lupe
- Frida Hurtado como Abuela Brígida
- Nancy Cavagnari como Tía Corvina
- Michelle Rosselló como Kimberly Quispe
- Marcela Luna como Piruja
- Nico Argolo como Jonathan
- Giovanna Veintimilla como Señora Coquette
- Marco Antonio Melosevich como Animador
- Marisol Ramos como Rafaella Williams Pigneo-Pentales de Torre-Grecia
- Adolfo Aguilar como George Torre-Grecia
- Natali Zegarra como Hilda Huamán
- Viviana Távara como Enfermera
- Renato Rossini como Antonio «Tony» Segovia
- Gia Rosalino como Chichí
- Daniel Díaz como Bruno
- Daniel Cano como Carlos
- Fiorella Díaz como Alucarda (joven)
- Nicolás Fantinato como Sacerdote
- Ismael La Rosa como William God

## Banda sonora
| N.º | Título                      | Intérprete                       | Duración |  |
| 1.  | «Mi corazón tun tun»        | Maricarmen Marín                 | 3:10     |  |
| 2.  | «La copita»                 | Maricarmen Marín                 | 2:53     |  |
| 3.  | «Me enamoré de ti, ¡y qué!» | Maricarmen Marín                 | 3:11     |  |
| 4.  | «Por qué te fuiste»         | Maricarmen Marín                 | 4:30     |  |
| 5.  | «La cumbia caliente»        | María Jesús Rodríguez            | 2:31     |  |
| 6.  | «Serpiente»                 | María Jesús Rodríguez            | 2:03     |  |
| 7.  | «Tu camino»                 | Maricarmen Marín                 | 3:26     |  |
| 8.  | «Dejar de amarte»           | Maricarmen Marín                 | 3:47     |  |
| 9.  | «Conquistame»               | Maricarmen Marín y Pablo Heredia | 2:56     |  |
| 10. | «Confieso»                  | Maricarmen Marín y Pablo Heredia | 3:09     |  |
| 11. | «Obsesión»                  | Maricarmen Marín                 | 3:55     |  |
| 12. | «Vete nomás»                | Maricarmen Marín                 | 3:15     |  |
| 13. | «Bésame»                    | Maricarmen Marín                 | 3:18     |  |
| 14. | «Feliz contigo»             | Maricarmen Marín                 | 3:12     |  |
| 15. | «Pasito tun tun»            | Maricarmen Marín                 | 3:39     |  |
| 16. | «Poquito a poquito»         | Claudio Urrutia                  | 2:49     |  |
| 17. | «Te digo que no»            | Maricarmen Marín                 | 2:30     |  |
| 18. | «Amor de novela»            | Maricarmen Marín                 | 2:53     |  |

## Recepción
Durante el día de su estreno, Súper Ada se colocó en el primer lugar de su horario dentro de la encuestadora Kantar Ibope, imponiéndose ante el programa culinario El gran chef famosos de Latina Televisión, obteniendo 13.8 puntos de rating en Lima y seis ciudades. Además de ello, alcanzó los 20 picos según en el portal Infobae.
Pese al éxito de la trama, recibió algunas críticas del público por el dejo amazónico del personaje de la actriz Virna Flores, siendo tildado como «exagerado» en la forma de hablar.